# Anti-aliasing
Anti-aliasing is een techniek voor het reduceren van aliasvervorming die kan ontstaan bij bemonstering van een signaal. Laagdoorlaatfiltering wordt toegepast op het te bemonsteren signaal om hoogfrequente componenten, die verantwoordelijk zijn voor de aliasing, te verzwakken.

## Achtergrond

Fig. 1. Aliasing. Rood: werkelijke golf wordt met een te lage frequentie bemonsterd (zwarte stippen). Blauw: de gereproduceerde golf heeft daardoor een lagere frequentie dan het origineel

Wanneer een analoog signaal wordt bemonsterd, wordt het weergegeven door een beperkt aantal discrete punten, monsters of samples genoemd. Als de bemonsteringsfrequentie niet hoog genoeg is, zullen hoogfrequente componenten van het signaal niet correct worden vastgelegt in de monsters en zullen ze verschijnen als componenten met een lagere frequentie in het gereconstrueerde signaal. Dit ongewenste fenomeen wordt aliasing of vouwvervorming genoemd. Om het oorspronkelijke signaal zonder fouten te kunnen reproduceren moet daarom het signaal worden bemonsterd met een frequentie die meer dan tweemaal hoger is dan de hoogste frequentie die in het signaal voorkomt. (Zie bemonsteringstheorema van Nyquist-Shannon).  

Fig. 2. Aliasing: S1 is het oorspronkelijke signaal, S2, het gereproduceerde signaal, toont voor de te hoge frequenties afwijking in amplitude en frequentie

Figuur 2 toont het gevolg van aliasing: de eerste grafiek toont het oorspronkelijke signaal waarvan de frequentie met de tijd toeneemt. Het gereconstrueerde signaal na digitale bewerking (onder) toont tot aan de Nyquistfrequentie correct het originele signaal. Daarboven worden de oorspronkelijke frequenties in de reconstructie gereproduceerd met aliasingfouten, die zichtbaar worden in onjuiste, want lagere, frequenties.

## Anti-aliasing
Om aliasing bij discrete signaalverwerking te vermijden is filtering van het originele signaal tot een aanvaardbare bandbreedte nodig voordat het wordt bemonsterd. Het filter moet de bandbreedte van het te bemonsteren signaal beperken tot de bandbreedte die de bemonstering zonder problemen aan kan, dus tot de Nyquist-frequentie, de helft van de bemonsteringsfrequentie. In een analoog-digitaalomzetter wordt allereerst een analoog laagdoorlaatfilter toegepast om frequenties in het signaal boven de Nyquistfrequentie te verzwakken. Zo'n analoog filter moet zo veel mogelijk ongewenste componenten in het signaal blokkeren en zo min mogelijk gewenste componenten verzwakken, wat kan worden bereikt met analoge filters van hogere orde. Een ideaal filter bestaat echter niet. Delen van het gewenste signaal onder de Nyquistfrequentie worden daarom onvermijdelijk verzwakt en delen boven de Nyquistfrequentie worden niet volledig geëlimineerd. In de praktijk vormt de exacte keuze van de afsnijfrequentie en de steilheid van de flank van het filter daarom een compromis tussen het behoud van het bruikbare signaal en het elimineren van het aliasingeffect. Om strenge eisen aan een analoog filter te verzachten wordt een signaal ook wel op een veel hogere frequentie bemonsterd, het zogenoemde oversamplen. Na bemonstering kan dan door middel van digitale filters een extra filtering worden toegepast, waarna het signaal kan worden gedownsampled.